# بقعاثا
بقعاثا (به عربی: بقعاثا) یک منطقهٔ مسکونی در سوریه است که در شهرستان القنیطرة واقع شده‌است.